# Translacja (matematyka)

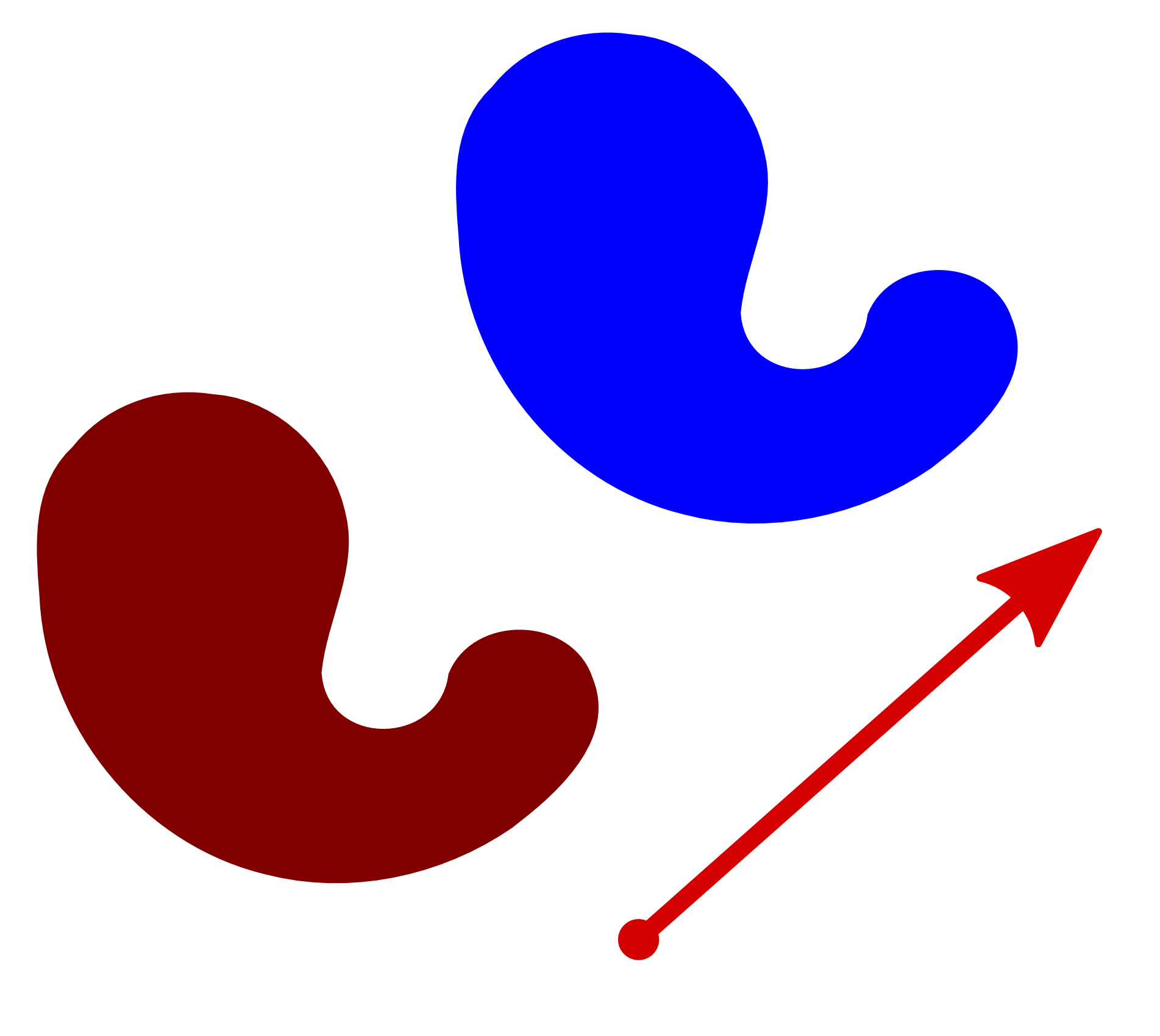
Translacja przesuwa każdy punkt figury bądź przestrzeni o tę samą odległość w ustalonym kierunku

Translacja, przesunięcie równoległe – przekształcenie prostej, płaszczyzny lub dowolnej przestrzeni afinicznej, które można intuicyjnie rozumieć jako równoległe przesunięcie wszystkich punktów dziedziny bez jej deformacji i obracania.

## Definicja
Niech {\displaystyle \mathbf {v} } będzie dowolnym wektorem (swobodnym) pewnej przestrzeni afinicznej {\displaystyle \mathbf {V} .}
Translacją {\displaystyle T_{v}} nazywamy przekształcenie dane wzorem:
{\displaystyle T_{\mathbf {v} }(x)=x+\mathbf {v} .}
Wektor {\displaystyle \mathbf {v} } nazywamy wektorem translacji.
Niekiedy także obraz figury {\displaystyle A} w przekształceniu {\displaystyle T_{v}} nazywa się translacją figury {\displaystyle A} o wektor {\displaystyle \mathbf {v} } i oznacza {\displaystyle A+\mathbf {v} .}

## Własności
Jeśli {\displaystyle \mathbf {v} =\mathbf {0} ,} to translacja {\displaystyle T} jest przekształceniem tożsamościowym; jeśli zaś {\displaystyle \mathbf {v} \neq \mathbf {0} ,} to {\displaystyle T} nie ma żadnego punktu stałego.
Translacje wraz ze składaniem tworzą grupę izomorficzną z grupą addytywną przestrzeni liniowej stowarzyszonej z daną przestrzenią afiniczną. Jest więc izomorficzna z grupą wektorów swobodnych.
Translacja w przestrzeniach euklidesowych jest izometrią, nie zmienia zatem kształtu figury ani żadnej relacji wewnętrznej między jej elementami, natomiast zmienia jej położenie w stosunku do pozostałych (nie podlegających translacji) figur.
Ważną własnością grupy translacji w przestrzeniach euklidesowych jest to, że dla dowolnej translacji {\displaystyle T} i dowolnej izometrii {\displaystyle G} przekształcenie {\displaystyle GTG^{-1}} też jest translacją. W języku teorii grup oznacza to, że grupa translacji jest podgrupą normalną grupy izometrii. Ponadto Iloraz grupy izometrii przez podgrupę translacji jest izomorficzny z grupą ortogonalną.
Niezmiennikiem definiującym grupę translacji jest długość i zwrot wektora.
Wśród wielu niezmienników izometrii najważniejszymi niezmiennikami translacji są:
- kierunek (tzn. klasa prostych równoległych),
- odległość punktów,
- orientacja przestrzeni.

Każda translacja prostej jest złożeniem dwóch symetrii punktowych, translacja na płaszczyźnie jest złożeniem pewnych dwóch symetrii osiowych o równoległych osiach, analogicznie translacja w przestrzeni jest złożeniem dwóch symetrii płaszczyznowych o równoległych płaszczyznach.
Każda translacja jest złożeniem pewnych dwóch symetrii środkowych (w przestrzeniach dowolnego wymiaru).